# Napoleone (historieta)
Napoleone es una historieta italiana policíaca de tipo introspectivo, con elementos surrealistas y oníricos, creada por Carlo Ambrosini y editada por la casa Sergio Bonelli Editore.
Se estrenó en septiembre de 1997 con el episodio titulado "L'occhio di vetro" y, aunque nació como miniserie de 8 números, fue prolongada y editada hasta julio de 2006, por un total de 54 álbumes bimensuales. Nuevas aventuras son publicadas a partir de junio de 2019 en la serie Le Storie.

## Argumento
Napoleone Di Carlo, inspirado físicamente en un joven Marlon Brando, nace en Adís Abeba, Etiopía, de padre italiano y madre francesa. Es educado en la escuela italiana local, pero al mismo tiempo también asimila la cultura más arcaica de su país de nacimiento, basada en animismo y espiritualidad. Una vez adulto se convierte en policía y trabaja como funcionario de la seguridad en la Embajada italiana de Adís Abeba. En África se enfrenta por primera vez a su némesis, un despiadado criminal conocido como Cardenal, culpable de trata de seres humanos, pero no logra evitar su fuga; por eso, sintiéndose responsable, sufrirá de remordimiento durante muchos años. Tras la muerte de sus padres, matados durante una rebelión, Napoleone deja su carrera policial y se muda a Ginebra, en Suiza, donde dirige el  Hotel Astrid y se dedica a su pasión: la entomología. Sin embargo, su vida no deja de ser tumultuosa, pues su amistad con el comisario Dumas lo mete en investigaciones policiales sobre casos raros que, para resolverlos, necesitan su sensibilidad y su capacidad de adentrarse en la interioridad de la persona.
Napoleone tiene alucinaciones sobre tres seres fantásticos altos unos diez centímetros: Lucrezia, una ninfa muy sensible y femenina; Caliendo, un mayordomo muy estricto; Scintillone, un anfibio con carácter rebelde. Cada uno representa un lado de la personalidad de Napoleone, quien habla con ellos como si fueran reales. Los tres están suspendidos entre el mundo de Napoleone y un lugar fuera del espacio y del tiempo, donde se almacenan sueños, pesadillas, fantasías, delirios y todo lo que ha sido producido por la imaginación de los hombres a lo largo de los siglos, hasta que sus productores legítimos los soliciten. Este mundo está gobernado por un comité de sabios presidido por el Gobernador del Caso y es administrado por un incorruptible burócrata. 
Otros personajes importantes son: el inspector Boulet; Allegra, una chica huérfana salvada por Napoleone, quien es su tutor, enamorada de él y también acompañada por un pequeño espíritu de nombre Robespierre; la señora Simenon, la ama de llaves del Hotel Astrid, que siempre se queja de Napoleone pero también le tiene mucho cariño.

## Crossover
Napoleone ha sido protagonista de dos cruces con Dylan Dog.

## Autores

### Guionistas
Carlo Ambrosini, Paolo Bacilieri, Diego Cajelli, Alberto Ostini.

### Dibujantes
Carlo Ambrosini, Paolo Bacilieri, Giulio Camagni, Giampiero Casertano, Pasquale Del Vecchio, Alberto Gennari, Emiliano Mammucari, Marco Nizzoli, Gabriele Ornigotti, Matteo Piana, Claudio Piccoli.